# 미즈구치 히로
미즈구치 히로(일본어: 水口 飛呂, 2002년 1월 14일~)는 일본의 축구 선수이다.

## 구단 경력
그는 2023년 J2리그의 레노파 야마구치 FC에 입단했다. 2024년 4월 일본 풋볼 리그의 아틀레티코 스즈카로 이적했다.